# Cliffortia polita
Cliffortia polita är en rosväxtart som beskrevs av August Henning Weimarck. Cliffortia polita ingår i släktet Cliffortia och familjen rosväxter. Inga underarter finns listade i Catalogue of Life.